# Tjekkoslovakiets ishockeylandshold (herrer)
Tjekkoslovakiets ishockeylandshold var det nationale ishockeylandshold i Tjekkoslovakiet, og deltog i internationale turneringer fra 1920 og frem til nationens opløsning ved udgangen af 1992. Holdet nåede at vinde seks VM-guldmedaljer, samt adskillige sølv- og bronzemedaljer i såvel VM- som OL-sammenhæng.
Efter Tjekkoslovakiets deling blev holdet erstattet af et såvel tjekkisk som et slovakisk landshold. Begge disse lande har siden da tilhørt verdenstoppen.

## Resultater

### OL
- 1920 – Bronze
- 1924 – 6. plads
- 1928 – 7. plads
- 1932 – Deltog ikke
- 1936 – 4. plads
- 1948 – Sølv
- 1952 – 4. plads
- 1956 – 5. plads
- 1960 – 4. plads
- 1964 – Bronze
- 1968 – Sølv
- 1972 – Bronze
- 1976 – Sølv
- 1980 – 5. plads
- 1984 – Sølv
- 1988 – 6. plads
- 1992 – Bronze

### VM
| - 1930 - 6. plads - 1931 - 5. plads - 1933 - Bronze - 1934 - 5. plads - 1935 - 4. plads - 1937 - 6. plads - 1938 - Bronze - 1939 - 4. plads - 1947 - Guld - 1949 - Guld - 1950 - Deltog ikke - 1951 - Deltog ikke - 1953 - 4. plads - 1954 - 4. plads - 1955 - Bronze | - 1957 - Bronze - 1958 - 4. plads - 1959 - Bronze - 1961 - Sølv - 1962 - Deltog ikke - 1963 - Bronze - 1965 - Sølv - 1966 - Sølv - 1967 - 4. plads - 1969 - Bronze - 1970 - Bronze - 1971 - Sølv - 1972 - Guld - 1973 - Bronze - 1974 - Sølv | - 1975 - Sølv - 1976 - Guld - 1977 - Guld - 1978 - Sølv - 1979 - Sølv - 1981 - Bronze - 1982 - Sølv - 1983 - Sølv - 1985 - Guld - 1986 - 5. plads - 1987 - Bronze - 1989 - Bronze - 1990 - Bronze - 1991 - 6. plads - 1992 - Bronze |

## Kendte spillere
- Jaroslav Drobný
- Vladimir Dzurilla
- Jozef Golonka
- Dominik Hašek
- Ivan Hlinka
- Jirí Holecek
- Jirí Holík
- Jirí Hrdina
- Arnold Kadlec
- Josef Malecek
- Vladimír Martinec
- Vaclav Nedomansky
- Jaroslav Pouzar
- Vladimír Ružicka
- Marián Šťastný
- Peter Šťastný
- Zdeno Ciger